# Pose (canção)
"Pose" é uma canção gravada pela cantora barbadense Rihanna para seu oitavo álbum de estúdio, Anti (2016); é uma das três faixas bônus incluídas na edição Deluxe. Ela escreveu a música em colaboração com Bibi Bourelly, Hit Boy e Travis Scott, e foi produzida pelos dois últimos. Kuk Harrell também foi alistado como produtor vocal. Em 14 de abril de 2017, Rihanna lançou um EP que incluiu remixes de "Pose" contendo faixas mixadas por Far East Movement, Salva, Deadly Zoológico e Eva Shaw.
"Pose" é uma música do estilo "Grime", "Trap", "grungy" e "garbling". A canção apresenta letras de despedida em que a cantora confronta seus críticos.
A resposta da crítica pra "Pose" foi positiva; uma série de críticos elogiou sua composição e fez comparações entre a música e seu single de 2015 "Bitch Better Have My Money". Após o lançamento do Ant, a música fez uma aparição nas paradas francesas. Logo após o lançamento do EP Pose (Dance Remixes), a música estreou no número 45 na parada de Dance Club Songs dos EUA, antes de atingir o número um. Ao fazê-lo, tornou-se trigésimo número um de Rihanna no gráfico e seu sexto de Anti. "Pose" foi destaque no set list do 2016 Anti World Tour.

## Formatos e tracklists
1. "Pose" – 2:24

Download Digial/Streaming – Remixes (Explicit)
1. "Pose" (Far East Movement Remix) – 3:21
2. "Pose" (Salva Remix) – 3:23
3. "Pose" (Deadly Zoo Remix) – 2:56
4. "Pose" (Eva Shaw Remix) – 2:11

| Download Digial/Streaming – Remixes (Clean) 1. "Pose" (Far East Movement Remix) – 3:20 2. "Pose" (Salva Remix) – 3:23 3. "Pose" (Deadly Zoo Remix) – 2:56 4. "Pose" (Eva Shaw Remix) – 2:11 |

## Charts
| Chart (2016)  | Melhor posição |
| ------------- | -------------- |
| França (SNEP) | 98             |

| Chart (2017)                      | Melhor posição |
| --------------------------------- | -------------- |
| Estados Unidos (Dance Club Songs) | 1              |